# 布赖恩·达菲
布赖恩·达菲（英語：Brian Duffy，？—），来自坎特伯雷大区，新西兰前男子举重运动员。他曾代表新西兰参加1974年英联邦运动会举重比赛，获得男子羽量级铜牌。